# Лісове господарство Білоозерське
Державна організація «Лісове господарство Білоозерське» — державний підрозділ Державного управління справами, призначений для прийому/відпочинку глав іноземних держав і міжнародних організацій та найвищих керівників України.

## Історія створення
Була створена в березні 2001 р. поблизу села Хоцьки Бориспільського району Київської області і підпорядкована Державному управлінню справами (ДУСя). 

## Розташування
Резиденція розташована на лівому березі Дніпра в Бориспільському районі Київської області та Черкаському районі Черкаської області на площі 26428 га і являє собою дубово-соснові ліси, луки та водно-болотні угіддя.

## Фауна і флора резиденції
Тут мешкає близько 300 оленів, 200 козуль, 350 кабанів, десятки бобрів, відзначений занесений до Червоної книги орлан-білохвіст, на садибі росте 500-річний дуб. У господарстві є вертолітний майданчик, центральна садиба, хоздвір, півтора десятка автомашин, асфальтовані дороги в лісі, вольєр з бізонами і кабанами, 2 мисливські будиночки, 50 годівниць для копитних і близько 30 мисливських вишок. Штат господарства — 50 осіб.

## Зміна статусу
11 грудня 2009 р. Указом Президента України В. Ющенка Державна організація «Лісове господарство Білоозерське» була реорганізована в національний природний парк. Однак, Указ Президента досі не реалізований.

## Виноски
1. 1 2 3 4 5  В гостях у Януковича. [Архівовано 7 жовтня 2013 у Wayback Machine.]
2. ↑  Указ Президента України № 1048/2009 від 11.12.2009